# Nina Matwijenko
Nina Mytrofaniwna Matwijenko (ukr. Ніна Митрофанівна Матвієнко, ur. 10 października 1947, zm. 8 października 2023) – ukraińska śpiewaczka, laureatka Państwowej Nagrody USRR imienia Tarasa Szewczenki.
W jej repertuarze przeważały pieśni ludowe (tradycyjne dumki, liryczne, humorystyczne, pieśni ballady, pieśni ukraińskie XVII–XVIII wieku).
Występowała w Meksyku, Kanadzie, USA, Czechosłowacji, Polsce, Finlandii, Korei, Francji oraz w krajach Ameryki Łacińskiej.
Dokonała wielu nagrań ukraińskich pieśni ludowych.
21 stycznia 2006 roku została nagrodzona tytułem Bohatera Ukrainy.